# Santiago (Sesimbra)
Santiago is een plaats (freguesia) in de Portugese gemeente Sesimbra en telt 5793 inwoners (2001).